# Meridiano 58 W
O meridiano 58 W é um meridiano que, partindo do Polo Norte, atravessa o Oceano Ártico, América do Norte, Oceano Atlântico, América do Sul, Oceano Antártico, Antártida e chega ao Polo Sul. Forma um círculo máximo com o Meridiano 122 E.
Um pequeno trecho do meridiano, aproximadamente entre 1º30'N e 1º40'N de latitude, constitui parte da fronteira Brasil-Guiana[carece de fontes?].
Começando no Polo Norte, o meridiano 58º Oeste tem os seguintes cruzamentos:
| País, território ou mar | Notas |
| ----------------------- | --- |
| Oceano Ártico           | |
| Mar de Lincoln          | |
| Gronelândia             | Ilha principal e algumas ilhas menores |
| Baía de Baffin          | |
| Estreito de Davis       | |
| Oceano Atlântico        | Mar do Labrador |
| Canadá                  | Labrador, Terra Nova e Labrador Quebec |
| Golfo de São Lourenço   | |
| Canadá                  | Ilha da Terra Nova, Terra Nova e Labrador |
| Oceano Atlântico        | |
| Guiana                  | Passa a leste de Georgetown |
| Suriname                | Pequeno trecho no oeste |
| Guiana                  | Passa em território reivindicado pelo Suriname |
| Brasil                  | Pará Amazonas Pará Mato Grosso |
| Bolívia                 | Trecho mínimo no leste |
| Brasil                  | Mato Grosso do Sul |
| Bolívia                 | Cerca de 20 km no extremo leste do país |
| Brasil                  | Mato Grosso do Sul |
| Paraguai                | Centro do país |
| Argentina               | Curtíssimo trecho no leste de Formosa |
| Paraguai                | Sudoeste do país |
| Argentina               | |
| Uruguai                 | Cerca de 15 km no oeste do país |
| Argentina               | Cerca de 10 km |
| Uruguai                 | |
| Rio da Prata            | |
| Argentina               | |
| Oceano Atlântico        | |
| Ilhas Malvinas          | Falkland Oriental (Malvina Oriental), reivindicada pela Argentina                                                                                             |
| Oceano Atlântico        | |
| Oceano Antártico        | |
| Ilhas Shetland do Sul   | Ilha do Rei George, reivindicada pela Argentina (Antártida Argentina), Chile (Província da Antártida Chilena) e Reino Unido (Território Antártico Britânico)  |
| Oceano Antártico        | |
| Antártida               | Península Antártica, reivindicada pela Argentina (Antártida Argentina), Chile (Província da Antártida Chilena) e Reino Unido (Território Antártico Britânico) |
| Oceano Antártico        | Mar de Weddell |
| Antártida               | Ilha de James Ross, reivindicada pela Argentina (Antártida Argentina), Chile (Província da Antártida Chilena) e Reino Unido (Território Antártico Britânico)  |
| Oceano Antártico        | Mar de Weddell |
| Antártida               | Território reivindicado pela Argentina (Antártida Argentina), Chile (Província da Antártida Chilena) e Reino Unido (Território Antártico Britânico)           |